# Hanging Rock (Ohio)
Pour les articles homonymes, voir Hanging Rock.
Ne doit pas être confondu avec Hanging Rock (Victoria).
Hanging Rock est un village américain situé dans le comté de Lawrence, dans l'Ohio. Selon le recensement de 2010, sa population est de 221 habitants.